# Pittsburgh Machine Tool Company
Pittsburgh Machine Tool Company war ein US-amerikanisches Unternehmen im Bereich Maschinenbau und Hersteller von Automobilen.

## Unternehmensgeschichte
Das Unternehmen wurde 1899 gegründet. Die Pittsburgh Post-Gazette berichtete am 29. April 1899 darüber. Frank Moore war erster Präsident. Der Sitz war in Allegheny in Pennsylvania, heutzutage ein Teil von Pittsburgh. Es war im Bereich Maschinenbau tätig. Zwischen 1905 und 1908 stellte es auch Automobile her. Der Markenname lautete Pittsburg, evtl. mit dem Zusatz Steamer.
Am 12. September 1917 erhielt das Unternehmen noch ein Patent. 1919 wurde es aufgelöst.
Weitere Hersteller von Personenkraftwagen der Marke Pittsburgh waren Pittsburgh Motor Vehicle Company und Pittsburgh Motor Car Company.

## Fahrzeuge
Im Angebot standen Dampfwagen.